# Prunus buxifolia
Prunus buxifolia — це вид дерева родини Rosaceae. Він ендемічний для Колумбії.

## Поширення
Prunus buxifolia росте в гірських лісах східних колумбійських Анд, на висоті від 2500 до 3650 метрів.